# Cincinnati Leopards
Die Cincinnati Leopards waren ein kurzlebiges US-amerikanisches Frauenfußball-Franchise mit Sitz in der Stadt Cincinnati im Bundesstaat Ohio.

## Geschichte
Das Franchise startete in der Saison 1995 in den Spielbetrieb der zweitklassigen W-League, dort platzierte sich das Team in der Central Division mit 47 Punkten nach der ersten Regular Season auf dem vierten Platz. Trotz dieser Platzierung nahm man aber an den Playoffs teil und verlor hier im ersten Spiel gegen die Long Island Lady Riders mit 0:1. Nach der Saison wurde das Franchise auch schon wieder aufgelöst.